# Lazarillo z Tormesu
Lazarillo z Tormesu (1554, La vida de Lazarillo de Tormes y de sus fortunas y adversidades) je první španělský i světový pikareskní (šibalský) román.
Román, jehož plné jméno zní Život Lazarilla z Tormesu, jeho příhody a nehody, vyšel poprvé anonymně roku 1554 v Alcalá de Henares. Jeho autorství bylo připisováno španělskému básníkovi, historikovi a diplomatovi Diegovi Hurtadovi de Mendoza (1503–1575), ve skutečnosti jde však o práci nám doposud neznámého autora. Dílo vzniklo jako ideový a umělecký opak tehdejšího rytířského románu. Proti jeho zidealizovanému hrdinovi, rytíři, který je vzorem všech ctností, postavil autor knihy člověka z okraje společnosti, píkara (šibala), nuceného uchylovat se ke lstem a podvodům, aby přežil v krutém okolním světě. Díky tomu pak prožívá na své dosti bědné cestě životem celou řadu dobrodružství.
Příběh je napsán v první osobě a realisticky líčí syrovou skutečnost tehdejší společnosti pohledem chudáka. Jeho obsahem je z epizod zkomponované vyprávění o mazaném tulákovi, který se protlouká jak jen může. Je průvodcem lakomého slepého žebráka, sluhou ještě lakomějšího kněze nebo druhem v nouzi chudého šlechtice (hidalga). Nakonec najde své „štěstí“ jako veřejný vyvolavač a manžel služebné chlípného vikáře.
Román měl veliký ohlas a roku 1620 vzniklo jeho pokračování s názvem Druhá část Lazarilla z Tormesu (Segunda parte de Lazarillo de Tormes), které vydal v Paříži španělský tlumočník Juan de Luna (asi 1575– asi 1635). Jde opět o řadu příběhů a anekdot, které končí hrdinovým poustevničením a jeho smrtí.

## Filmové adaptace
- El Lazarillo de Tormes (Lazarillo z Tormesu), Španělsko 1925, režie Florián Rey, němý film,
- El Lazarillo de Tormes (Lazarillo z Tormesu), Španělsko 1959, režie César Fernández Ardavín,
- I Picari (Píkaro), Itálie 1988, režie Mario Monicelli,
- Lázaro de Tormes (Lazaro z Tormesu), Španělsko 2001, režie Fernando Fernán Gómez a osé Luis García Sánchez.

## Česká vydání
- Lazarillo z Tormes, Jan Otto, Praha 1898, přeložil Antonín Pikhart, jako autor uveden Diego Hurtado de Mendoza, znovu 1905.
- Život Lazarilla z Tormesu, jeho příhody a nehody, SNKLHU, Praha 1953, přeložil Oldřich Bělič, vydání obsahuje i druhou část románu, přeloženou z francouzštiny.
- Tři španělské pikareskní romány, Odeon, Praha 1980, svazek obsahuje kromě dalších dvou pikareskních románů i Život Lazarilla z Tormesu v překladu Oldřicha Běliče včetně jeho druhé části, přeložené tentokrát ze španělského originálu.